# Lauren Faust
Lauren Faust (Annapolis, 25 de julho de 1974) é uma animadora estadunidense. Cresceu no Severna Park, subúrbio de Annapolis no estado americano de Maryland. Estudou animação na universidade California Institute of the Arts.
Começou a carreira focada em longa-metragens animados, trabalhando em Cats Don't Dance, Quest for Camelot, e The Iron Giant como animadora. Mudou-se para a animação na televisão nos anos 2000, trabalhando em The Powerpuff Girls, Foster's Home for Imaginary Friends, My Little Pony: Friendship Is Magic, Super Best Friends Forever, e Wander Over Yonder, da qual a estreia está programada para meados de 2013. Ela também é a criadora e desenvolvedora da linha de brinquedos Milky Way & The Galaxy Girls.
Lauren Faust é casada com Craig McCracken, criador de The Powerpuff Girls, Foster's Home for Imaginary Friends, e Wander Over Yonder.

## Filmografia

### Filmes
| Ano  | Título                                                         | Cargo                                                                |
| ---- | -------------------------------------------------------------- | -------------------------------------------------------------------- |
| 1994 | Home, Honey, I'm High                                          | voz                                                                  |
| 1997 | Gatos Não Sabem Dançar                                         | animadora – "Sawyer"                                                 |
| 1998 | A Espada Mágica - A Lenda de Camelot                           | animadora – Estados Unidos                                           |
| 1999 | O Gigante de Ferro                                             | animadora                                                            |
| 2002 | As Meninas Superpoderosas: O Filme                             | escritora                                                            |
| 2013 | My Little Pony: Equestria Girls                                | recebida nos créditos do filme como "Special Thanks"                 |
| 2013 | Bronies: The Extremely Unexpected Adult Fans of My Little Pony | produtora executiva, ela própria                                     |
| 2015 | The Iron Giant: Signature Edition                              | animadora                                                            |
| 2016 | O Bicho Vai Pegar 4                                            | agradecimentos especiais                                             |
| 2017 | My Little Pony: O Filme                                        | recebida no crédito "baseado em My Little Pony: A Amizade É Mágica"  |
| 2018 | #TheLateBatsby                                                 | curta-metragem; diretora, escritora, história, design de personagens |

### Televisão
| Ano       | Título                                  | Cargo |
| --------- | --------------------------------------- | --- |
| 1995      | The Maxx                                | artista de layout de personagem |
| 2001      | KND - A Turma do Bairro                 | responsável pelo ciclo de passo no episódio "No P in the OOL" |
| 2001–2004 | As Meninas Superpoderosas               | artista de storyboard, escritora, diretora, supervisora de direção |
| 2004–2009 | A Mansão Foster Para Amigos Imaginários | desenvolvedora, supervisora de produção, escritora, supervisora de história, artista de storyboard, desenhista de personagem, diretora de animação, editora de história           |
| 2010–2011 | My Little Pony: A Amizade É Mágica      | criadora, desenvolvedora, produtora executivo, escritora, artista de storyboard, desenhista de personagem, diretora de criação (Temporada 1) consultora de produção (Temporada 2) |
| 2012      | Super Best Friends Forever              | criadora, diretora, escritora, artista de storyboard, produtora |
| 2013–2016 | Galáxia Wander                          | co-produtora, editora de história |
| 2019      | DC Super Hero Girls                     | criadora, desenvolvedora |

### Jogos eletrônicos
| Ano  | Título                | Cargo          |
| ---- | --------------------- | -------------- |
| 2019 | Them's Fightin' Herds | desenvolvedora |